# サン・ジョヴァンニ・イン・ペルシチェート
サン・ジョヴァンニ・イン・ペルシチェート（伊: San Giovanni in Persiceto）は、イタリア共和国エミリア＝ロマーニャ州ボローニャ県にある、人口約28,000人の基礎自治体（コムーネ）。

## 地理

### 位置・広がり

#### 隣接コムーネ
隣接するコムーネは以下の通り。括弧内のMOはモデナ県、FEはフェラーラ県所属を示す。
- アンツォーラ・デッレミーリア
- カステルフランコ・エミーリア (MO)
- カステッロ・ダルジレ
- チェント (FE)
- クレヴァルコーレ
- サーラ・ボロニェーゼ
- サンターガタ・ボロニェーゼ

### 気候分類・地震分類
サン・ジョヴァンニ・イン・ペルシチェートにおけるイタリアの気候分類 (it) および度日は、zona E, 2187 GGである。
また、イタリアの地震リスク階級 (it) では、zona 3 (sismicità bassa) に分類される。

## 行政

### 分離集落
サン・ジョヴァンニ・イン・ペルシチェートには、以下の分離集落（フラツィオーネ）がある。
- Accatà, Amola del Piano, Arginone, Biancolina, Borgata Città, Buche, Cà Davia, Castagnolo, Castelletto, Contrada Campazzo, Contrada Tiraferro, Forcelli, Il Postrino, La Villa, Le Budrie, Lorenzatico, Pieve di Decima, Piolino, Possessione Piccola, Quattro Torri, San Martino, San Matteo della Decima, Tassinara, Tivoli, Villa Giovannina, Zenerigolo